# Nikolay Smolnikov
Nikolai Fyodorovich Smolnikov (10 de março de 1949) é um ex-futebolista soviético, que atuava como atacante.

## Carreira
Nikolay Smolnikov fez parte do elenco da Seleção Soviética de Futebol, da Euro de 1968.